# Nauthólsvík

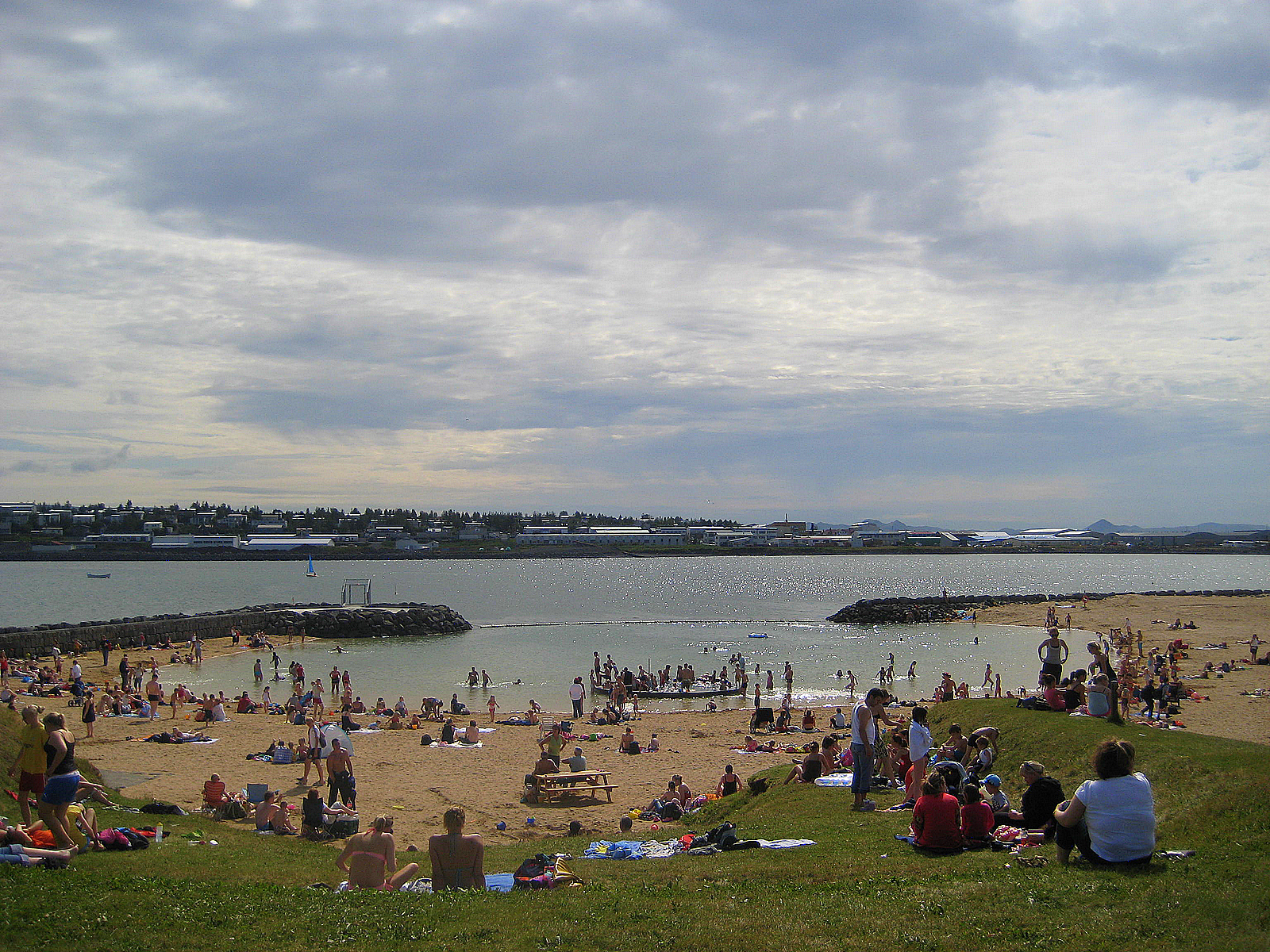
Nauthólsvík

Nauthólsvík är den enda havsstranden på Island där man kan bada i behaglig temperatur. Den ligger i södra delen av Reykjavik, nära Perlan. Anledningen till att det går att bada är att havsvattnet vid stranden får en något högre temperatur genom utsläpp av varmt källvatten, vilket innan dess använts för att värma upp bostäder i Reykjavik.